# Micropora aculeata
Micropora aculeata is een mosdiertjessoort uit de familie van de Microporidae. De wetenschappelijke naam van de soort is, als Multescharellina aculeata, voor het eerst geldig gepubliceerd in 1852 door d'Orbigny.